# Grigorij Nielubow
Grigorij Grigorjewicz Nielubow, ros. Григорий Григорьевич Нелюбов, (ur. 31 marca 1934 w Porfirjiwce niedaleko Eupatorii, zm. 18 lutego 1966 na stacji Ippolitowka, Kraj Nadmorski) – radziecki pilot wojskowy, członek pierwszego oddziału kosmonautów ZSRR. 

## Życiorys
Ukończył wojskową szkołę lotniczą, a później służył w lotnictwie morskim. W 1960 włączono go do pierwszego oddziału kosmonautów ZSRR (WWS 1). Przygotowywał się do lotu na statku kosmicznym Wostok. Był jednym z kandydatów do pierwszego lotu w kosmos.
Podczas przygotowań do lotu Jurija Gagarina wyznaczono mu rolę rezerwowego kosmonauty (dublerem był Herman Titow). Taką samą funkcję pełnił podczas lotu Wostoka 2. Znajdował się w grupie kosmonautów przygotowujących się do lotu na statkach kosmicznych Wostok 2, Wostok 3 i Wostok 4. 
Z uwagi na stan zdrowia wyłączono go z tego zespołu w trakcie przygotowań do grupowego lotu Wostoka 3 i Wostoka 4.
4 maja 1963 wykluczony z oddziału kosmonautów za naruszenie dyscypliny wojskowej. Według niektórych źródeł decyzja ta nie była sprawiedliwa.
Cytat z książki Jarosława Gołowanowa „Kosmonauta nr 1”:
(….) Zdaniem prawie wszystkich kosmonautów Nielubow mógł być w pierwszej piątce radzieckich kosmonautów. Stało się jednak inaczej. 
Grigorija zgubiło jego „huzarstwo”. Stało się to już po locie Titowa. Scysja na dworcu kolejowym z patrolem wojskowym, który zatrzymał Nielubowa, Anikiejewa i Fiłatjewa oraz zuchwała hardość Nielubowa w komendanturze żandarmerii groziła wysłaniem raportu do dowództwa. Kierownictwo Centrum Przygotowań Kosmonautów uprosiło dyżurnego komendantury, aby nie posyłał raportu. Zgodził się na to, ale pod warunkiem, że Nielubow go przeprosi. Ten jednak odmówił. Raport poszedł droga służbową do najwyższego dowództwa. Rozgniewany Kamanin wydał polecenie wykluczenia całej trójki z oddziału kosmonautów. Kosmonauci 
uważali, że Anikiejew i Fiłatjew zostali wydaleni z winy Nielubowa.
(…)
Uważano, że za tak nieznaczne naruszenie dyscypliny usunięcie z oddziału wymienionych było zbyt surową karą.
Po opuszczeniu oddziału kosmonautów Grigorij Nielubow kontynuował służbę w siłach powietrznych ZSRR Na Dalekim Wschodzie. Miał nadzieję, że w krótkim czasie wróci do oddziału, ale nigdy tego się nie doczekał. Nikt nie wierzył Nielubowowi, że był w oddziale kosmonautów, a Gagarin, Titow, Nikołajew i inni to jego koledzy. 
Zginął 18 lutego 1966 pod kołami pociągu.
Cytat z książki Jarosława Gołowanowa „Kosmonauta nr 1”:
(…) W wyciągu z raportu przeczytałem (cytuję dosłownie): „18 lutego 1966, w stanie nietrzeźwym, zginął pod kołami przejeżdżającego pociągu na moście kolejowym stacji Ippolitowka na dalekowschodniej magistrali kolejowej. (…) 
Pojawiły się też spekulacje, że mogło być to samobójstwo.